# Rainer Henkel
Pour les articles homonymes, voir Henkel (homonymie).
Rainer Henkel, né le 27 février 1964 à Opladen, est un nageur allemand. En 1988, il fait partie du quatuor ouest-allemand médaillé de bronze olympique du relais 4 × 200 m nage libre. Aux Championnats du monde, il a décroché quatre médailles dont deux titres individuels en 1986 sur le 400 m nage libre et le 1 500 m nage libre.
Il a été l'époux de la sauteuse en hauteur Heike Henkel entre 1989 et 2001.

## Palmarès

### Jeux olympiques
- Jeux olympiques de 1984 à Los Angeles (États-Unis) :
  -  Médaille d'argent du relais 4 × 200 m nage libre (participation aux séries).
- Jeux olympiques de 1988 à Séoul (Corée du Sud) :
  -  Médaille de bronze du relais 4 × 200 m nage libre.

### Championnats du monde
- Championnats du monde 1982 à Guayaquil (Équateur)
  -  Médaille de bronze du relais 4 × 200 m nage libre.
- Championnats du monde 1986 à Madrid (Espagne) :
  -  Médaille d'or du 400 m nage libre.
  -  Médaille d'or du 1 500 m nage libre.
  -  Médaille d'argent du relais 4 × 200 m nage libre

### Championnats d'Europe
- Championnats d'Europe 1985 à Sofia (Bulgarie) :
  -  Médaille d'argent du 1 500 m nage libre.
  -  Médaille de bronze du 400 m nage libre.

- Championnats d'Europe 1987 à Strasbourg (France) :
  -  Médaille d'or du 1 500 m nage libre.
  -  Médaille d'or au titre du relais 4 × 200 m nage libre.
  -  Médaille d'argent du 400 m nage libre.